# Mohammad Mojber
Mohammad Mojber (en persa: محمد مخبر‎; Dezful, 26 de junio de 1955) es un político iraní que ejerció como presidente de la República Islámica de Irán de forma interina desde el 19 de mayo hasta el 28 de julio de 2024, de acuerdo a la línea de sucesión constitucional.
Es miembro de la Asamblea de Discernimiento de Conveniencia del Sistema. 
Fue jefe de la Ejecución de la Orden del Imán Jomeiní, presidente de la junta directiva del Sina Bank y vicegobernador de la provincia de Juzestán. 
Como vicepresidente de Irán, según su Constitución, Mojber participa en la línea de sucesión tras la muerte del presidente Ebrahim Raisi, en un accidente de helicóptero en Varzaqan el 19 de mayo de 2024.  Se forma un Consejo Presidencial Temporal (Presidente de la Asamblea, Jefe del Poder Judicial, Primer Vicepresidente) y el consejo debe organizar una nueva elección dentro de 50 días.

## Biografía
Mojber nació en Dezful en 1955. Posee dos títulos de doctorado, incluido un trabajo académico de doctorado (y una maestría) en derechos internacionales; también tiene un doctorado en administración. También tiene una maestría en administración.
Se desempeñó como oficial en el cuerpo médico del Cuerpos de la Guardia Revolucionaria Islámica durante la Guerra Irán-Irak. En octubre de 2022, fue enviado a Moscú junto con altos funcionarios del IRGC y un funcionario del Consejo Supremo de Seguridad Nacional para finalizar un acuerdo para enviar drones Shahed y misiles tierra-tierra a Rusia para apoyar en la invasión rusa de Ucrania.

## Presidente interino de Irán
El 19 de mayo de 2024, tras la muerte del presidente Ebrahim Raisi, Mojber asumió el cargo de Presidente Interino de Irán y fue confirmado en su puesto por el Líder Supremo Alí Jamenei el 20 de mayo, hasta que se celebren nuevas elecciones presidenciales.

## Sanción

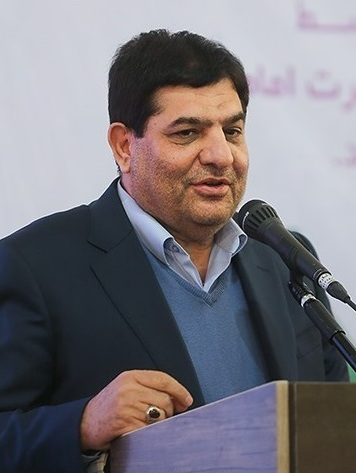
Mohammad Mokhber

En julio de 2010, la Unión Europea incluyó a Mojber, presidente de Setad (Ejecución de la orden del Imán Jomeiní), en una lista de personas y entidades que estaba sancionando por su supuesta implicación en la cuestión de "actividades nucleares o de misiles balísticos". Después de pasar dos años, esta sanción eliminó a Mojber de la lista mencionada.